# John de Mol (1912-1970)
Johannes Henricus Gertrudus (John) de Mol (Den Haag, 4 oktober 1912 – 29 december 1970) was een Nederlands accordeonist, zanger en orkestleider.
In de jaren dertig had De Mol zijn eigen Orkest John de Mol met onder andere zanger Eddy Christiani. Ze traden op in het café-cabaret van voormalig wielrenner Piet Moeskops en andere Amsterdamse gelegenheden. De groep werd rond 1937 hernoemd in John de Mol & his Swing Specials en maakte op 6 oktober 1938 haar radiodebuut bij de VARA. Nadat bassist Frans Wouters het orkest versterkte, waren ze onder de naam Frans Wouters en zijn KRO-meeuwen geregeld te horen bij de radio-omroep KRO. In 1939 werd de leiding van het orkest overgenomen door Wouters.
De Mol verliet het orkest in 1942 en werd vervolgens artistiek leider van De Flamingo-Revue, waarmee hij door het land toerde. Vanaf juni 1960 was hij programmaleider van de zeezender Radio Veronica, waarvoor hij tevens reclamemuziek verzorgde.
De Mol is de vader van John de Mol sr., de grootvader van John de Mol jr. en Linda de Mol en de overgrootvader van Johnny de Mol.